# Heure de Calcutta
L’heure de Calcutta est un fuseau horaire ayant existé en Inde, de 1884 à 1948.

## Historique
Elle correspondait à l'heure solaire moyenne de Calcutta, en avance de 5 h 30 min 21 s par rapport à GMT.
Le fuseau horaire est créé à la conférence internationale du méridien en 1884. Il est décidé que l'Inde est partagée en deux fuseaux horaires, la partie est utilisant l'heure de Calcutta et la partie ouest celle de Bombay.
L'Inde adopta un fuseau horaire unique (l’Indian Standard Time, à GMT+5:30) le 1er janvier 1906. L'heure de Calcutta continua néanmoins à être utilisée dans la région jusqu'en 1948.